# Debbie
Debbie är en singel av det svenska punkrock-/skabandet Monster, utgiven 1996 på Dolores Recordings.

## Låtlista
1. "Debbie"
2. "Keep Up... Try Some More"

### Fotnoter
1. ↑  ”Debbie”. Discogs.com. http://www.discogs.com/Monster-Debbie/release/1303952. Läst 19 april 2012.